# Персе
Персе (фр. Percé) је град у Канади у покрајини Квебек. Према резултатима пописа 2011. у граду је живело 3.312 становника.

## Становништво
Према резултатима пописа становништва из 2011. у граду је живело 3.312 становника, што је за 3,1% мање у односу на попис из 2006. када је регистровано 3.419 житеља.
| 2006. | 2011. |
| ----- | ----- |
| 3.419 | 3.312 |